# Matúš Kostúr
Matúš Kostúr (* 28. března 1980, Banská Bystrica , Československo) je slovenský lední hokejista.

## Kluby podle sezon
1995-1998 U18 HC 05 Banská Bystrica
1998-1999 U20 HC 05 Banská Bystrica
1999-2000 HKm Zvolen
- 2000-2001 HKm Zvolen
- 2001-2002 HKm Zvolen
- 2002-2003 Columbus Cottonmouths
- 2003-2004 Albany River Rats, Columbus Cottonmouths
- 2004-2005 Augusta Lynx
- 2005-2006 HK Riga 2000
- 2006-2007 Keramin Minsk
- 2007-2008 HKm Zvolen, Keramin Minsk
- 2008-2009 Keramin Minsk, HK Dynamo Minsk
- 2009-2010 Keramin Minsk
- 2010-2011 Shakhtar Soliqorsk
- 2011-2012 HC 05 Banská Bystrica
- 2012/2013 Piráti Chomutov
- 2013/2014 Piráti Chomutov